# Pat Haden
Patrick Capper Haden, detto Pat (Westbury, 23 gennaio 1953), è un ex giocatore di football americano statunitense che ha giocato nel ruolo di quarterback nella National Football League (NFL). Fu scelto nel corso del settimo giro (176º assoluto) del Draft NFL 1975 dai Los Angeles Rams. Al college giocò a football alla University of Southern California.

## Carriera
Haden giocò per una stagione nella World Football League coi Southern California Sun, cosa che gli consentì di frequentare la Oxford University per cui aveva ricevuto una borsa di studio. La sua decisione di recarsi a studiare nel Regno Unito abbassò le sue possibilità di giocare nella NFL, già scarse a causa della sua altezza (180 cm) e della scarsa forza nel braccio (riusciva a malapena a lanciare per 50 yard in campo aperto). Alla fine fu scelto nel settimo giro del Draft 1975 dai Los Angeles Rams.
Haden entrò nel roster dei Rams del 1976 come terzo quarterback dietro James Harris e Ron Jaworski. Quando entrambi si infortunarono, Haden prese il loro posto nella seconda gara della stagione. Guidando un attacco a basso rischio per compensare le sue carenze, rispose giocando un football per la maggior parte privo di errori, lasciando ai running back Lawrence McCutcheon e John Cappelletti il compito di spartirsi il carico offensivo e passando solo occasionalmente. Harris in seguito tornò ad essere titolare e Haden ad essere la sua riserva. In un Monday Night Football contro i Cincinnati Bengals, Harris giocò male nella sconfitta 20-12 loss così al capo-allenatore dei Rams Chuck Knox fu ordinato dal proprietario Carroll Rosenbloom di mettere in panchina Harris, un afroamericano, per far giocare Haden, che è bianco. Questo fatto è documentato nella autobiografia di Knox dal titolo "Hard Knox: The Life of an NFL Coach" e nel libro di William Rhoden "Third and a Mile: The Trials and Triumph of the Black Quarterback". All'epoca del cambiamento, Harris era il miglior passatore della National Football Conference. Con Haden in cabina di regia, i Rams vinsero il titolo della NFC Western Division e nel primo turno di playoff batterono a sorpresa per 14–12 i Dallas Cowboys, dopo di che furono eliminati dai Minnesota Vikings nella finale della NFC.
A causa delle limitazioni di Haden, i Rams desideravano un giocatore di maggiore esperienza e dotato di un braccio più forte nella stagione 1977. Harris e Jaworski furono scambiati e la squadra decise di dare al veterano Joe Namath una possibilità. Namath disputò come titolare le prime quattro gare, ma divenne presto evidente che la sua forma non era più quella dei giorni migliori, così la squadra tornò in mano a Haden. Con Knox costretto ad adattare l'attacco alle caratteristiche di Pat, i Rams vinsero otto delle ultime dieci gare, vincendo la NFC West e qualificandosi ancora per i playoff. Nel primo turno affrontarono i Vikings, da cui furono ancora battuti in una gara fangosa divenuta nota come Mud Bowl.
Haden fu premiato venendo nominato titolare sin dal primo giorno della stagione 1978. I Rams partirono bene vincendo le prime otto gare, terminando con un record di 2-4 e vincendo il terzo titolo di division consecutivo. Haden lanciò due touchdown e i Rams batterono 34-10 i Vikings nel primo turno dei playoff. I Dallas Cowboys, tuttavia, interruppero il cammino della squadra battendola per 28-0 nella finale della NFC. Haden fu premiato dal Washington D.C. Touchdown Club come giocatore della NFC dell'anno 1978.
Haden iniziò la stagione 197 come titolare ma un dito rotto a metà stagione gli fece perdere il posto in favore di Vince Ferragamo, che finì per guidare i Rams fino al Super Bowl XIV.
La politica dell'allenatore dei Ray Malavasi era di far tornare un titolare infortunato al proprio posto, così Haden iniziò come partente la stagione 1980, con Ferragamo come sua riserva. Haden si infortunò però nella prima della stagione contro i Detroit Lions e Ferragamo si appropriò del suo ruolo senza più abbandonarlo, passando l'allora record di franchigia di 30 touchdown.
Ferragamo, tuttavia, abbandonò i Rams per la Canadian Football League. Haden ancora una volta iniziò la stagione 1981 come titolare, ma si infortunò a metà stagione. A fine stagione optò per il ritiro dal football professionistico.

## Palmarès

### Franchigia
- National Football Conference Championship: 1

Los Angeles Rams: 1978

### Individuale
- Convocazioni al Pro Bowl: 1

1977